# Cardiochiles laevifossa
Cardiochiles laevifossa är en stekelart som beskrevs av Günther Enderlein 1906. Cardiochiles laevifossa ingår i släktet Cardiochiles och familjen bracksteklar. Inga underarter finns listade.